# The Guns of Brixton
"The Guns of Brixton" es una canción de la banda británica The Clash incluida en su tercer álbum, London Calling, de 1979. Fue compuesta y cantada por el bajista Paul Simonon, quien creció en Brixton, en el sur de Londres, lugar al que remite la letra de la canción. Esta canción ha sido calificada en varias ocasiones por la revista Mojo o la revista Q, como la mejor canción de reggae de todos los tiempos.

## Estilo y letras
La letra de la canción pre-anuncia los disturbios callejeros que tuvieron lugar en la zona durante los años 1980. El sentimiento de descontento que existía entre los habitantes de Brixton por la brutalidad de las acciones policiales, la recesión económica incontrolable por el Partido Laborista de la época y otros conflictos son abordados en la composición de Simonon. El tema habla sobre un rude boy paranoico que tiene conflictos con la ley.
El tema tiene una fuerte influencia reggae, lo cual refleja la cultura de dicha área donde habitan mayoría de jamaiquinos. A diferencia de anteriores canciones de The Clash con influencias del reggae, como "Police & Thieves" y "(White Man) In Hammersmith Palais", "Guns of Brixton" puede definirse como una canción puramente de reggae con influencias del punk rock.

## Historia
"The Guns of Brixton" no fue emitida como sencillo originalmente pero, en julio de 1990 cuando London Calling fue remasterizado, fue lanzada como sencillo llegando hasta el #57 en el UK Singles Chart.
Cuando la tocaban en vivo, Simonon cambiaba instrumentos con Joe Strummer, ya que se sentía incómodo tocando el bajo y cantando al mismo tiempo. A pesar de este cambio, no podía cantar y tocar.
Una parte de "The Guns of Brixton" es cantada por María Gallagher, con un simple acompañamiento de teclado en el tema "Broadway" del álbum Sandinista!.

## Versiones
La canción ha sido versionada por muchos artistas, entre ellos Arcade Fire, Abuela Coca, Jimmy Cliff, Dropkick Murphys, Inner Terrestrials, Die Toten Hosen, Nouvelle vague, Urban Noise, Banda Bassotti, Los Fabulosos Cadillacs, Marc Colin y Fermin Muguruza acompañado de Radici nel Cemento. La pista también fue usada por Cypress Hill para su canción "What's Your Number?" y por Beats International para "Just be good to me".
En enero de 2007, la banda de Paul Simonon y Damon Albarn The Good, the Bad and the Queen cerró uno de sus shows con "The Guns of Brixton" cantada por Simonon.